# Timoléon d'Espinay
Timoléon d'Espinay, francoski maršal, * 1580, † 1644.
Leta 1627 je bil imenovan za maršala Francije.
1. ↑  GeneaStar